# Powiat de Będzin
Le powiat de Będzin (en polonais : powiat będziński) est un powiat appartenant à la voïvodie de Silésie dans le sud de la Pologne.

## Division administrative
Le powiat compte 8 communes :
- 4 communes urbaines : Będzin, Czeladź, Sławków et Wojkowice ;
- 3 communes rurales : Bobrowniki, Mierzęcice et Psary ;
- 1 commune mixte : Siewierz.